# Anabacerthia amaurotis
El ticotico cejiblanco (Anabacerthia amaurotis), también denominado ticotico ceja blanca (en Argentina) o titiri ceja blanca (en Paraguay) es una especie de ave paseriforme de la familia Furnariidae, perteneciente al género Anabacerthia. Es nativo del centro sureste de América del Sur. 

## Distribución y hábitat
Se distribuye por el sureste de Brasil (desde el sur de Espírito Santo hacia el sur hasta Santa Catarina, también en el centro de Rio Grande do Sul), noreste de Argentina (Misiones) y sureste de Paraguay (Canindeyú, Alto Paraná, Caazapá).
Esta especie es considerada poco común en su hábitat natural, el sotobosque y el estrato medio de selvas húmedas y montanas de la Mata Atlántica, hasta altitudes de 1500 m.

## Estado de conservación
El ticotico cejiblanco ha sido calificado como casi amenazado por la Unión Internacional para la Conservación de la Naturaleza (IUCN) debido a la presunción de que su población, no cuantificada, se encuentre en decadencia moderadamente rápida debido a la degradación, fragmentación y perdida de su hábitat.

## Sistemática

### Descripción original
La especie A. amaurotis fue descrita por primera vez por el naturalista neerlandés Coenraad Jacob Temminck en 1823 bajo el nombre científico Anabates amaurotis; su localidad tipo es: «Ipanema, São Paulo, Brasil».

### Etimología
El nombre genérico femenino «Anabacerthia» resulta de una combinación de los géneros Anabates (los colaespinas) y Certhia (los agateadores); y el nombre de la especie «amaurotis», proviene del griego «amauros»: oscuro y «ōtis»: de orejas; significando «de orejas oscuras».

### Taxonomía
Los análisis genéticos indican que esta especie es hermana de Anabacerthia lichtensteini. Es monotípica.